# Manuel Pacho
Manuel Pacho González (Oviedo, 1953) es un compositor, productor musical e ingeniero de telecomunicaciones español. Ha escrito composiciones musicales de distintos géneros, canciones para diversos artistas, así como música para campañas publicitarias, compañías cinematográficas, cadenas de televisión, emisoras de radio y multitud de eventos a lo largo de todo el mundo. Es el compositor del himno del Partido Popular español. En 2005 afirmó a este respecto: «Me lo encargó Miguel Ángel Rodríguez y se convirtió en algo pegadizo, que levantaba el ánimo. Eran principios de los 90, y ellos rápidamente lo bautizaron como el himno del PP», recuerda. Compuso para el partido político como profesional: «No soy afiliado a ningún partido. Fueron un cliente más».

## Biografía
Su abuelo fue emigrante en Buenos Aires, y al regresar se trajo con él un gran piano de cola. «Todo el mundo lo tocaba en casa –afirma el músico–. Así se me metió el gusanillo dentro. Estudié ingeniería en Madrid como estratagema para estar en la capital en el meollo musical». Posteriormente estudió música durante seis años en el conservatorio de Oviedo. Formó un grupo musical llamado Los Estelares, en el que Pacho tocaba la batería. «Me encantaba», recuerda el músico. De las plazas de los pueblos en fiestas pasó al mundo de la publicidad en Madrid. Colaboró asimismo con el director de cine y productor Joaquín Oristrell y compuso canciones para las nuevas estrellas del pop en Latinoamérica. También escribiría partituras de cabeceras para diversas telenovelas de esas tierras, como Alcanzar una estrella, Muñecos de papel, Confidente de secundaria, Baila conmigo y Agujetas de color de rosa, etc. Vivió varios años dedicado a estos menesteres en México y Miami. Ha trabajado con Paulina Rubio, Ricky Martin y Yuri. Ya de vuelta en España, compuso la sintonía de los informativos de Telemadrid, Kiss FM y la cadena Intereconomía. Trabajó asimismo para compañías como Editorial Santillana, Águila Amstel, Puleva, la colonia Farala y El Corte Inglés.
Sobre su trabajo, afirmó en una entrevista: «Mi trabajo es intangible porque mi herramienta es la música, un concepto inaprensible. Cuando una empresa me hace un encargo les digo que me den unas pautas; les pregunto si quieren seriedad, tradición, transgresión, velocidad, juventud, movimiento Pero con todos los clientes me involucro. Tan importante es componer para un banco como para la frutería de la esquina. Todo es un reto».
Sobre temas de actualidad como la piratería: «Estoy en contra de la piratería, pero la situación actual no es peor que la anterior. Antes la gente compraba discos que pinchaban los Dj's previamente sobornados millonariamente por las discográficas. ¡Y ojo!, los artistas estaban de acuerdo con estas prácticas. Con todo esto han aumentado las actuaciones en directo, donde se ve la verdad de un artista».
Alguna vez ha declarado que su gran anhelo es estrenar una comedia musical en la Gran Vía madrileña, «que es nuestro Broadway nacional».
Manuel Pacho está divorciado y tiene tres hijos, dos de los cuales son también músicos.

## Obra
- Véase aquí lista completa en publicidad, sintonías de radio, músicas corporativas y cabeceras de TV.
- Composiciones recogidas en Internet Movie Data Base (IMDb).